# Эффект Вилсона ― Баппу
Эффект Вилсона — Баппу — наблюдательная зависимость между абсолютной звездной величиной в фильтре V (MV) и полушириной эмиссионных линий K1 и К2 ионизированного кальция Ca II в их атмосфере, центрированной на 3933.7 А. Открыт в 1957 году Олином Чаддоком Уилсоном и Вайну Баппу.
Основной интерес представляет в качестве стандартной свечи при построении шкалы расстояний. Современный вид следующий:
{\displaystyle M_{V}=33.2-18.0\ log(W_{0})},
где  W0 — ширина линии, выраженная в ангстремах.